# 索诺拉 (加利福尼亚州)
索诺拉（英語：Sonora），是美国加利福尼亚州图奥勒米县下属的一座城市。建市于1851年5月1日，面积 大约为3.06平方英里 (7.9平方公里)。根据2010年美国人口普查，该市有人口4,903人。